# Liste du patrimoine immobilier classé de Wellin
Cette page regroupe l'ensemble du patrimoine immobilier classé de la commune belge de Wellin.
| Objet                                                                                | Année de construction / Architecte | Adresse | Section communale | Coordonnées                      | Numéro d’inventaire | Illustration              |
| ------------------------------------------------------------------------------------ | ---------------------------------- | ------- | ----------------- | -------------------------------- | ------------------- | ------------------------- |
| Croix ou tombelle de Jeumont (M) et ensemble formé par ce monument et ses abords (S) |                                    |         |                   | 50° 05′ 29″ nord, 5° 08′ 32″ est | 84075-CLT-0001-01   | Image manquanteTéléverser |
| Four à chaux, au Fond des Vaulx                                                      |                                    |         |                   | 50° 05′ 45″ nord, 5° 07′ 02″ est | 84075-CLT-0002-01   | Image manquanteTéléverser |